# Fitchburg (Wisconsin)
Fitchburg és una població dels Estats Units a l'estat de Wisconsin. Segons el cens del 2000 tenia 20.501 habitants.

## Demografia
Segons el cens del 2000, Fitchburg tenia 20.501 habitants, 8.262 habitatges, i 4.825 famílies. La densitat de població era de 227,3 habitants per km².
Dels 8.262 habitatges en un 31,3% hi vivien nens de menys de 18 anys, en un 45,2% hi vivien parelles casades, en un 9,2% dones solteres, i en un 41,6% no eren unitats familiars. En el 28% dels habitatges hi vivien persones soles el 3,4% de les quals corresponia a persones de 65 anys o més que vivien soles. El nombre mitjà de persones vivint en cada habitatge era de 2,38 i el nombre mitjà de persones que vivien en cada família era de 3.
Per edats la població es repartia de la següent manera: un 23,9% tenia menys de 18 anys, un 12,5% entre 18 i 24, un 37,2% entre 25 i 44, un 21,3% de 45 a 60 i un 5,1% 65 anys o més.
L'edat mediana era de 31 anys. Per cada 100 dones de 18 o més anys hi havia 107 homes.
La renda mediana per habitatge era de 50.433 $ i la renda mediana per família de 64.106 $. Els homes tenien una renda mediana de 37.440 $ mentre que les dones 27.974 $. La renda per capita de la població era de 27.317 $. Aproximadament el 5% de les famílies i el 6,4% de la població estaven per davall del llindar de pobresa.

## Poblacions properes
El següent diagrama mostra les poblacions més properes.